# Paphiopedilum bellatulum
Paphiopedilum bellatulum là một loài lan được tìm thấy ở đông nam Vân Nam, Quý Châu và miền nam Quảng Tây đến bán đảo Đông Dương.

## Hình ảnh

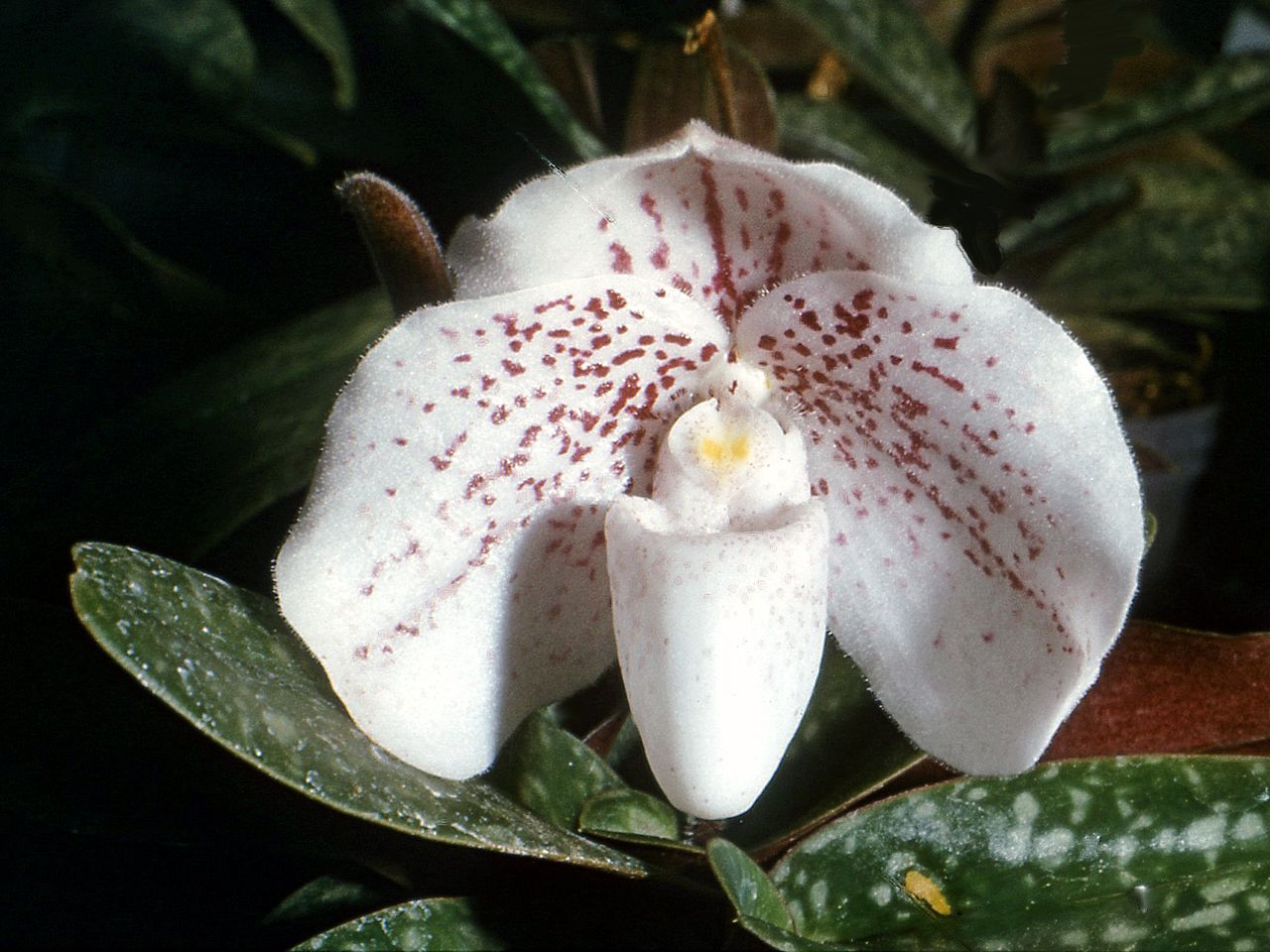
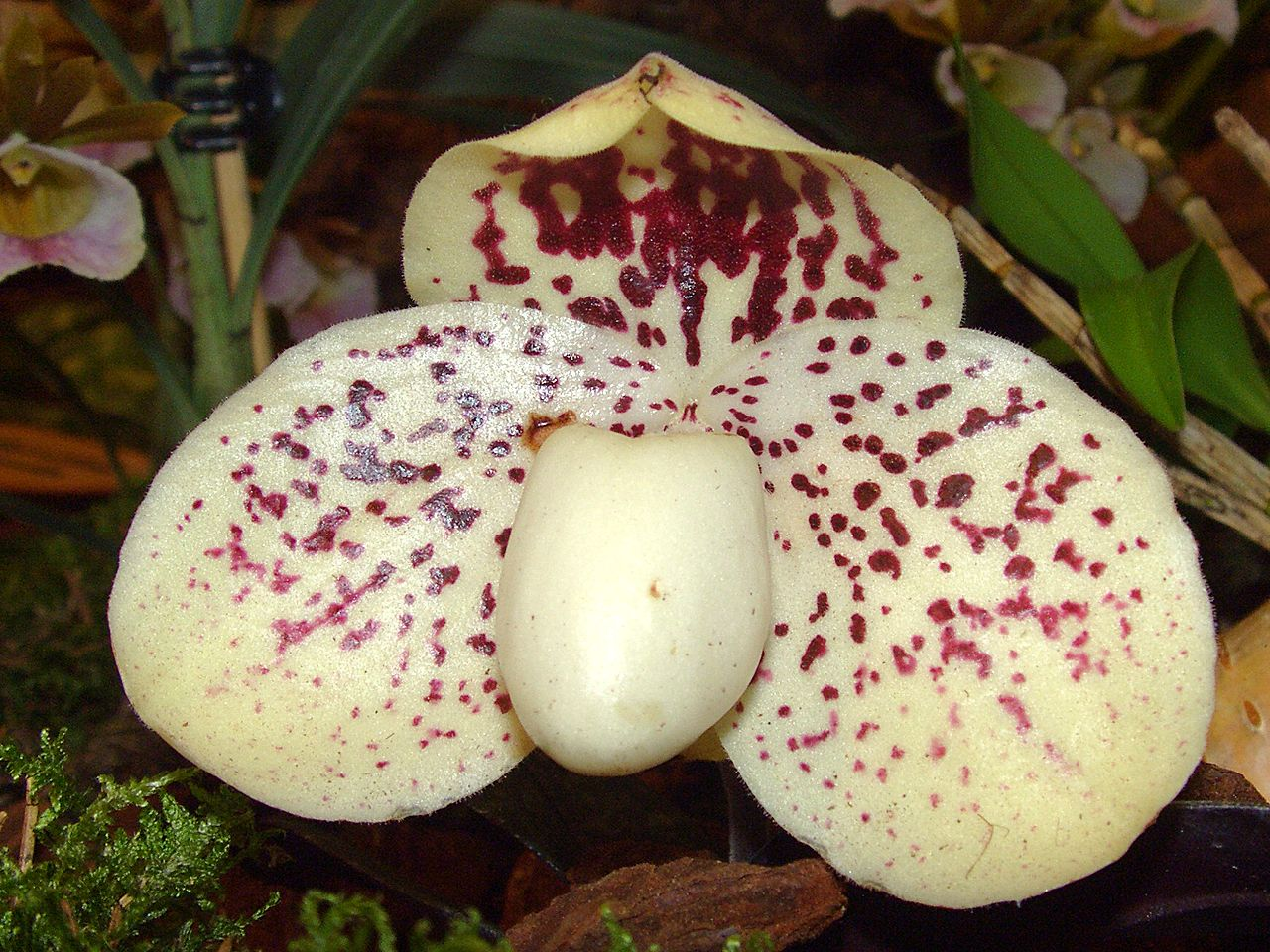
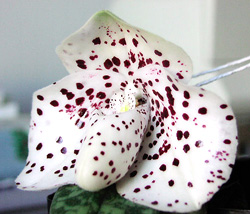